# Ah Ben
Weng Rui-di (翁瑞迪), connu sous le nom de scène Ah Ben (阿本) (né le 11 juin 1982  à Taïwan) est un acteur et chanteur taïwanais.

## Filmographie

### Cinéma
- 2009 : Love (愛到底 - 第六號瀏海)

### Séries télévisées
- 2007 : 18 Jin Bu Jin (CTV/GTV)
- 2008 : The Legend of Brown Sugar Chivalries (StarTV)
- 2010 : Gloomy Salad Days (PTS)
- 2010 : The M Riders (Yoyo TV)
- 2012 : Ti Amo Chocolate (SETTV)
- 2013 : Mei Ren Long Tang (FTV)
- 2015 : Xin Shi Jie (TTV)

## Générique
- 2007 : 甜甜圈 (Tian Tian Quan) Donut, featuring Albee Huang, 18 Jin Bu Jin ending theme song (2007)